# Vestidor
Vestidor (em grego: βεστήτωρ; romaniz.: Vestētōr; em latim: Vestitor) foi um ofício e título palaciano modesto do Império Bizantino. Como o próprio nome sugere, os funcionários vestidores foram originalmente oficiais do guarda-roupa imperial (em latim: vestiarium; em grego: βεστιάριον; romaniz.: vestiarion) e são primeiro atestados como tais no século VI. Por volta do século IX, o título também havia se tornado uma dignidade honorária (em grego: elδια βραβείου άξια; romaniz.: dia brabeiou axia) pretendido para "barbudos" (ou seja, não-eunucos), marcado no Cletorológio de 899 como o terceiro menor na hierarquia imperial, estando entre o silenciário e o mandador (ambos também classes de oficiais do palácio). Sua insígnia distintiva era um fibratório (fiblatorium), um manto preso com uma fíbula.
De acordo com o Cletorológio, em conjunto com os silenciários, os vestidores estavam sob o comando de oficiais da corte conhecidos como mestre de cerimônias. O Sobre as Cerimônias do imperador Constantino VII Porfirogênito (r. 913–959) indica que eles ajudaram os prepósitos a vestir o imperador bizantino, enquanto o cronista Teófanes, o Confessor chama-os guardas da coroa imperial. A partir de evidências sigilográficas, no século IX a título foi apossado por altos funcionários provinciais, ou seja, protonotários (chefes da administração civil) e comerciários (kommerkiarioi) dos temas. O título foi utilizado até o século X.